# Писонски хамам
Писонският хамам (на гръцки: Τουρκικό Λουτρό Βασιλικών, Πισώνας) е хамам, османска обществена баня, в солунското село Василика, Егейска Македония, Гърция.

## Местоположение
Намира се в местността Писона на километър северозападно от Василика, близо до пътя Солун - Полигирос.

## История
Хамамът, съседната Писонска кула и другите развалини около нея са останки от късносредновековното селище Пинсон (Πινσών) или Пинасонос (Πινασώνος), на което са запазени поземлен регистър и списъци на жителите му от XIV век.
В 1979 година хамамът е обявен за исторически паметник като „един от малкото примери за частни поствизантийски бани, оцелели до наши дни със забележителни морфологични и типологични елементи“.